# A Família Trapp
A Família Trapp (トラップ一家物語, Torappu Ikka Monogatari) é um anime japonês feito pela Nippon Animation.
É baseado no livro de memórias Vom Kloster zum Welterfolg traduzido como Do Mosteiro ao Sucesso Mundial, de Maria von Trapp, que inspirou igualmente o famoso musical The Sound of Music.
Embora muitos factos tenham sido alterados a partir da história original, ao contrário de outras adaptações, como Música no Coração, os nomes das crianças estão todos correctos nesta versão.
A série estreou em Portugal no ano de 1994 na RTP2 com dobragem portuguesa.

## Enredo
Aos dezoito anos, Maria sonha ser freira e dedicar a sua vida a Deus, mas a sua personalidade alegre e energética torna-se um problema, já que as freiras devem, acima de tudo, ser disciplinadas e ter boas maneiras. Maria esforça-se por mudar a sua maneira de ser, mas não gosta de se comportar assim, preferindo honrar o Senhor através da alegria e do agradecimento pela vida e tudo quanto existe nela. A Madre Superiora pede então para ela passar algum tempo na casa do Barão Georg Von Trapp como preceptora dos seus filhos. O Barão é viúvo e nenhuma das vinte e cinco preceptoras que havia contratado antes se tinham mostrado capazes de serem aceites pelos seus filhos. Maria, depois de algum tempo e através da alegria, da música e da poesia, consegue conquistar o coração e o respeito das crianças e leva felicidade para todas. Maria acaba também por se apaixonar pelo Barão Trapp, e casa com ele. No entanto, esta feliz família tem de enfrentar os problemas que surgem com a chegada da Segunda Guerra Mundial, quando os Nazis invadem e conquistam a Áustria. A família Trapp não fica satisfeita com a sua nova vida, e com a pressão da polícia e do novo governo, e não apreciam que o próprio Adolf Hitler queira que eles cantem para ele nas suas festas. Assim, fogem e abandonam a Áustria, mudando-se para os Estados Unidos da América, onde esperam poder começar uma nova vida, longe da guerra na Europa.

## Canções

### Temas de abertura
Os temas de abertura são diferentes, dependendo das transmissões. A série usou, quando transmitida primeira vez, o tema "Doremi no Uta (Canção Do-re-mi)" como abertura. No entanto, a versão em DVD e em vídeo da série usa o tema "Hohoemi no Mahou (Sorriso Mágico)" como a nova canção de abertura.
1. "Canção Do-re-mi [ドレミのうた] (Do-Re-Mi no Uta)" por Eri Itoh e o Coro Infantil da Floresta (primeira versão da transmissão) - Esta é uma adaptação japonesa da música Do-Re-Mi do musical The Sound of Music.

1. "Sorriso Mágico [ほほえみの魔法] (Hohoemi no Mahou)" por Eri Itoh (versão em vídeo, DVD, e mais tarde na retransmissão televisiva).

### Temas de encerramento
1. "De Braços Abertos'' [両手を広げて] (Ryoute wo Hirogete)" por Eri Itoh.

## Lista de episódios
(Conforme a dobragem portuguesa)
- 1. Eu Quero Ser Freira
- 2. O Meu Futuro Como Freira
- 3. O Capitão e os Sete Filhos
- 4. A Vigésima Sexta Preceptora
- 5. Lá Estás Tu Outra Vez, Maria
- 6. Perdida e Cheia de Fome
- 7. Não Confiamos nos Adultos
- 8. A Educação é Importante
- 9. A Noiva do Barão Trapp
- 10. Uma Máquina de Costura e um Violino
- 11. Nada Melhor Que Brincar ao Ar Livre
- 12. O Bolo de Chocolate
- 13. O Primeiro Amor de Dom Quixote
- 14. O Segredo da Caixa de Música
- 15. Martina e o Ursinho de Peluche
- 16. A Casa Sem a Menina Maria
- 17. O Veadinho Ferido
- 18. Vida de Veado
- 19. A Prenda de Yvonne
- 20. As Prendas das Crianças
- 21. A Decisão do Barão Trapp
- 22. Hedwig Sai de Casa
- 23. O Desejo de um Anjo
- 24. A Canção de Natal
- 25. A Esquiar nos Alpes
- 26. Laranjas e Rebentos de Flores
- 27. Ontem, Hoje e Amanhã
- 28. Ágata Traquinas
- 29. Esposa e Mãe
- 30. Quer Casar Comigo?
- 31. Desígnios de Deus
- 32. Noiva de Julho
- 33. A Família
- 34. Os Cantores da Família Trapp
- 35. Cantando ao Vento
- 36. A Invasão Nazi
- 37. A Nova Saudação
- 38. O Segredo de Hans
- 39. Orgulho e Convicção
- 40. Até Sempre, Áustria

## Dobragem Portuguesa
- Tradução: Isabel Alves
- Áudio: Vitor Costa
- Direcção: Emília Silvestre
- Vozes:
- Carla Maciel
- Céu Ribeiro
- Cristina Oliveira
- Jorge Alonso
- Jorge Pinto
- Lucinda Afonso
- Paula Seabra
- Raquel Rosmaninho
- Rui Oliveira
- Susana Morais
- Susana Menezes
- Teresa Chaves
- Direcção de canções: José Prata
- Produção: João Fernandes Mota
- Estúdio: Somnorte
- Dep. Tratamento Programas Estrangeiros - RTP[1]